# Lakhdenpokhia
Lakhdenpokhia (en russe : Лахденпохья ; en finnois : Lahdenpohja) est une ville de la république de Carélie, en Russie, et le centre administratif du raïon de Lakhdenpokhia.

## Géographie
Lakhdenpokhia est située à 11,5 km de la rive nord-ouest du lac Ladoga, au fond d'une baie très étroite (Iakkimvaarski zaliv, en russe : Яккимваарский залив). Elle est arrosée par la rivière Aurajoki.
La superficie de la municipalité de Lahtenpohja est de 262,5 kilomètres carrés.
Elle est bordée par Miina du raïon de Lahdenpohja et sur l'autre rive du Ladoga par Sortavala et par Salmi du raïon de Pitkäranta
Environ 84,0 % de sa superficie est constituée de zones aquatiques, 9,7 % de zones résidentielles et 4,4 % de forêts.
La création d'un parc national situé dans les raion de Lahdenpohja, Sortavala et Pitkäranta a été annoncée en janvier 2018.

## Transports
Lakhdenpokhia se trouve à 221 km (350 km par la route) à l'ouest de Petrozavodsk.
Lahdenpohjan est sur la route  , dite autoroute de Sortvala.
La gare de Jakkimaa est sur le tronçon Elisenvaara-Sortavala de la voie ferrée de Saint-Pétersbourg à Suojärvi.
Lakhdenpokhia dispose d'une gare ferroviaire sur la ligne Vyborg (Russie) – Joensuu (Finlande).

## Histoire
Le territoire de Lakhdenpokhia appartient à la commune de Jaakkima au XVIIe siècle, à 331 kilomètres de Petroskoi.
En 1882, au fond de la baie de Sieklahti, fut établie une agglomération nommée Lahdenpohja, signifiant « le fond de la baie » en finnois.
Avec l'accession de la Finlande à l'indépendance, en 1918, la localité fait partie de la Province de Viipuri.
En 1924, le bourg de Lahdenpohja se sépare définitivement de Jaakkima.
À l'époque de l'appartenance de Lahdenpohja à la Finlande il y a une industrie de transformation du bois et un port très actifs.
Après la guerre d'hiver de 1940, la majeure partie de la Carélie occidentale est annexée par l'Union soviétique et incorporée à la République socialiste soviétique carélo-finnoise — à partir de 1956, République socialiste soviétique autonome de Carélie.
Pendant la Seconde Guerre mondiale, Lahdenpohja est à nouveau, dès le début de la guerre, occupée par les troupes finlandaises et en 1944 reprise par l'Armée rouge.
Elle reçoit le statut de ville en 1945.

## Population
Sa population s'élève à 6 890 habitants en 2021.

### Évolution démographique
Recensements (*) ou estimations de la population
| 1939* | 1959* | 1970* | 1979* | 1989*  |
| ----- | ----- | ----- | ----- | ------ |
| 1 959 | 7 787 | 7 944 | 9 541 | 10 429 |

| 2002* | 2010* | 2012  | 2013  | 2015  |
| ----- | ----- | ----- | ----- | ----- |
| 8 751 | 7 813 | 7 716 | 7 667 | 7 512 |

| 2021  | 2023  | - | - | - |
| ----- | ----- | - | - | - |
| 6 890 | 5 855 | - | - | - |

### Composition ethnique
Selon les résultats du recensement de la population de 2020, les nationalités suivantes vivaient à Lahdenpohja:
| Nationalité | Personnes | Taux    |
| ----------- | --------- | ------- |
| Russes      | 4 909     | 82,48%  |
| Biélorusses | 113       | 1,90%   |
| Ukrainiens  | 86        | 1,44%   |
| Caréliens   | 82        | 1,38%   |
| Tchouvaches | 23        | 0,39%   |
| Tatars      | 19        | 0,32%   |
| Arméniens   | 18        | 0,30%   |
| Finlandais  | 15        | 0,25%   |
| Vepses      | 11        | 0,18%   |
| Ouzbeks     | 6         | 0,10%   |
| Tadjiks     | 6         | 0,10%   |
| Autres      | 664       | 11,16%  |
| Total       | 5952      | 100,00% |
| Sources:    |           |         |

## Galerie

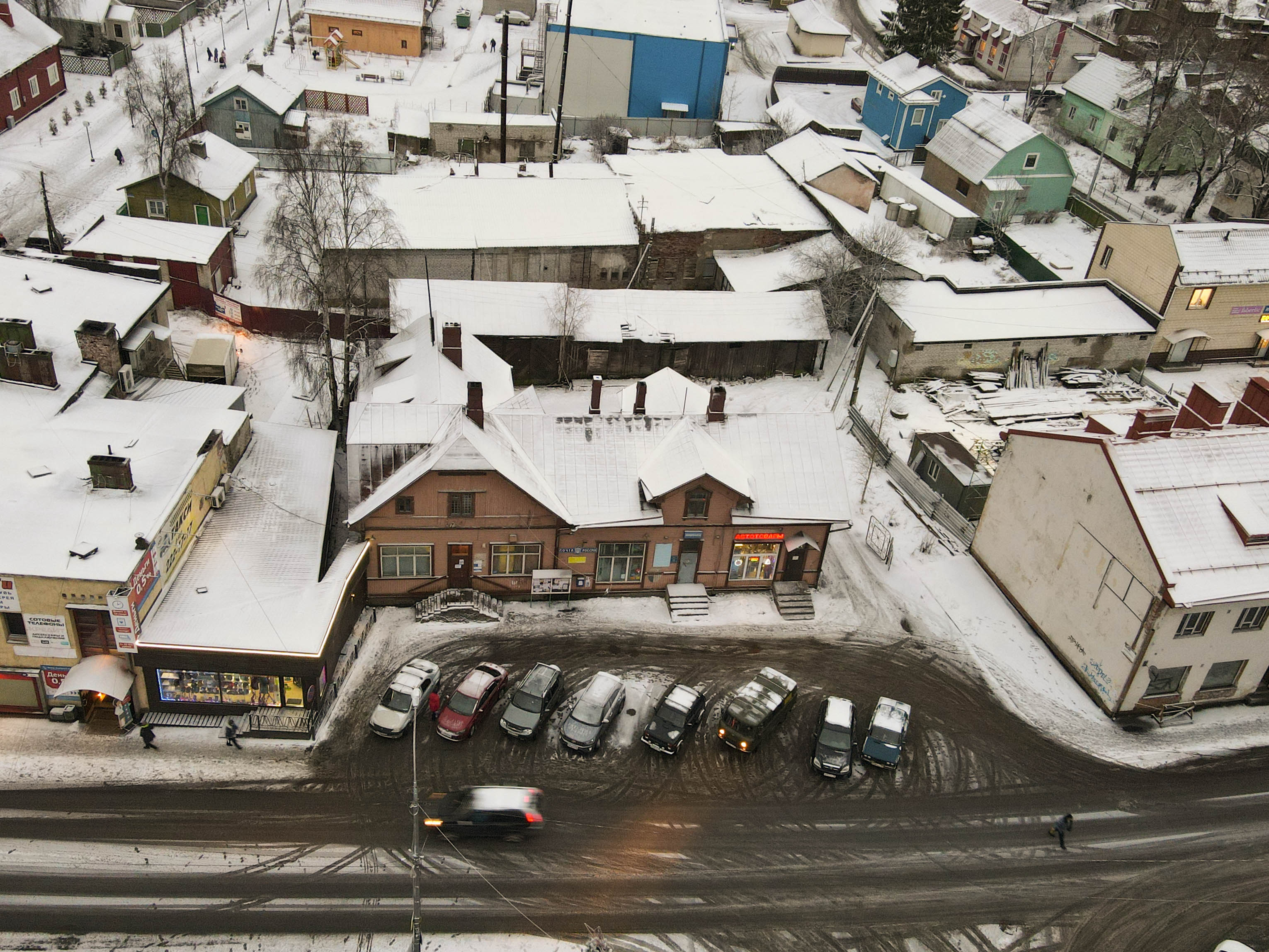
Vue aérienne.
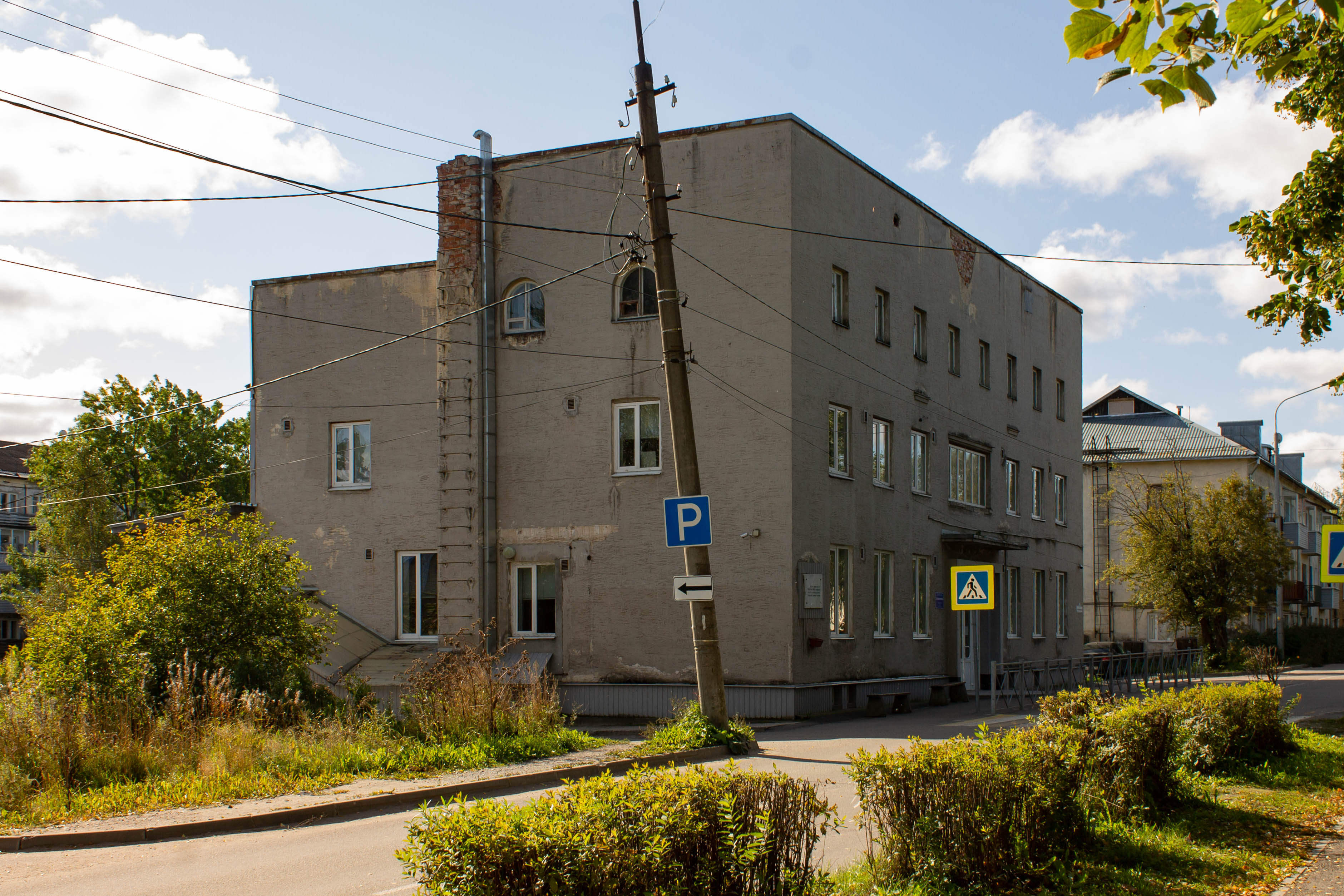
Hôpital du raïon.
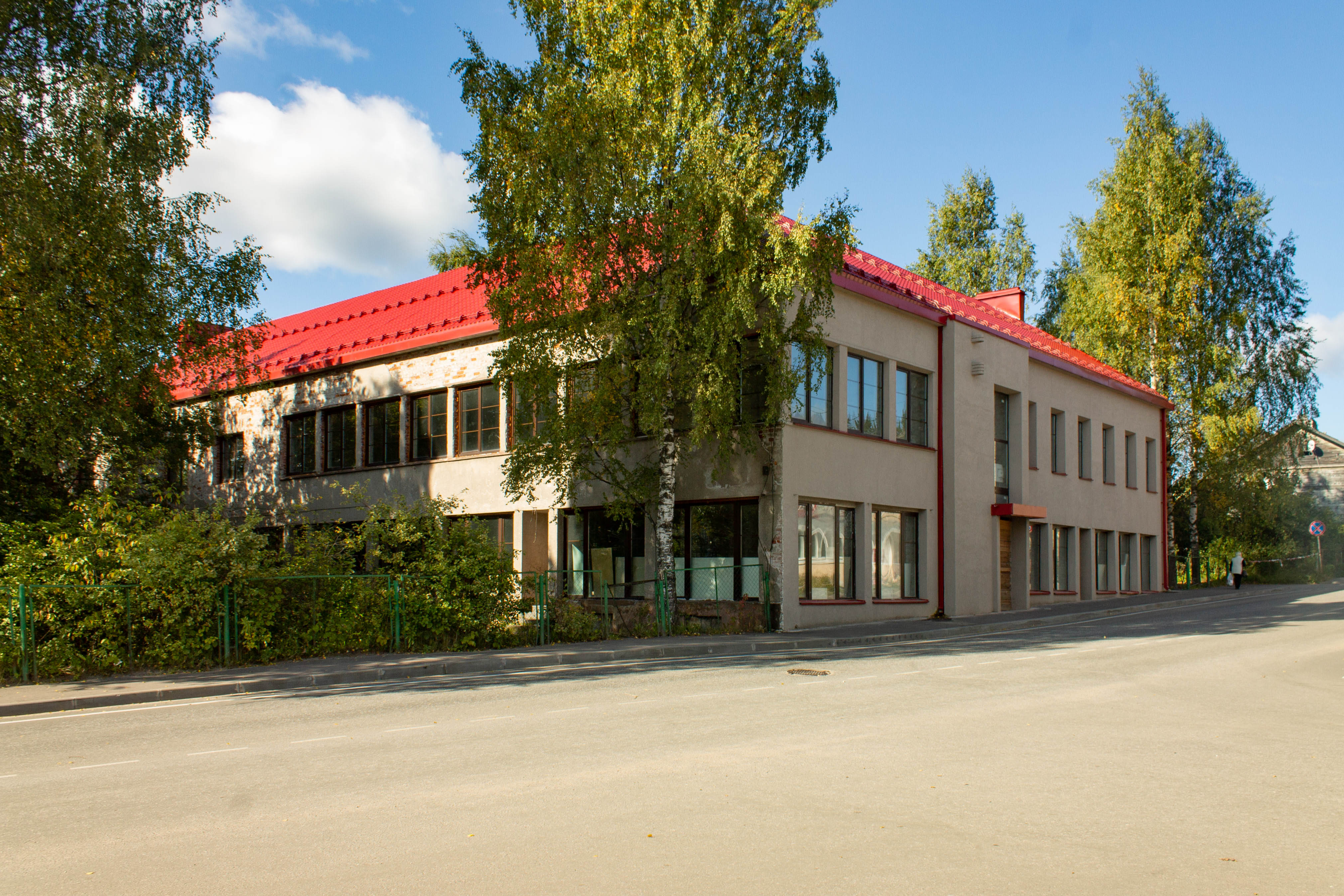
Hôtel, rue Lénine, 13.
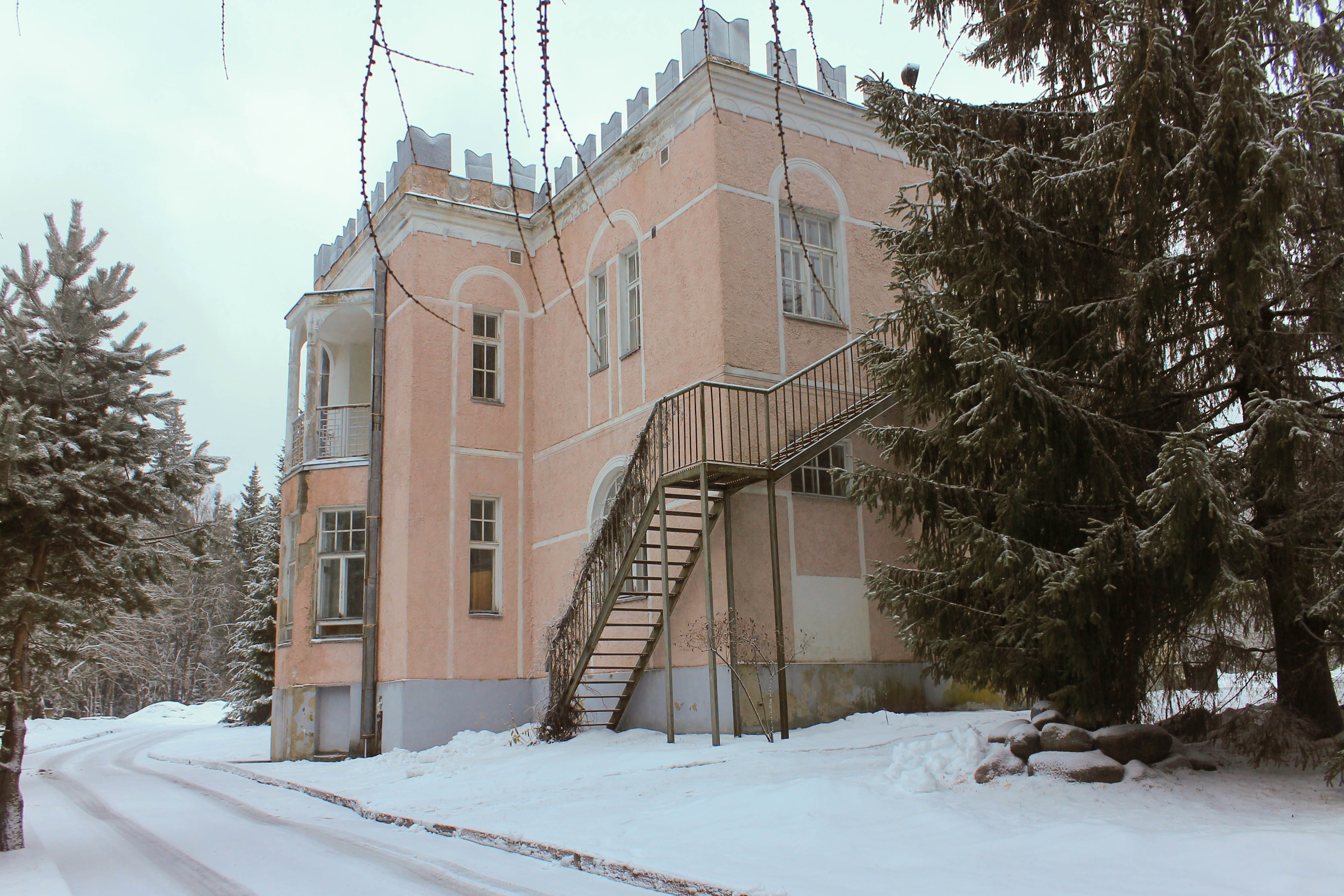
Maison Taskinen.